# Macropsis brunnescens
Macropsis brunnescens är en insektsart som beskrevs av Vilbaste 1968. Macropsis brunnescens ingår i släktet Macropsis och familjen dvärgstritar. Inga underarter finns listade i Catalogue of Life.